# 篠宮とも子
篠宮 とも子（しのみや ともこ、1967年4月22日 - ）は、日本のAV女優。
東京都出身。身長：160cm。スリーサイズ：B81・W58・H88。

## 略歴
1986年、藤谷美和子のそっくりさんとして、藤谷佐和子名義でAVデビューした。その後、新田恵美などとともに、にっかつがおニャン子クラブを意識して作ったロマン子クラブの一員として活動した。
1987年 - TBSドラマ『時間ですよふたたび』にてTVにも進出した。

## 作品

### アダルトビデオ
- 吹かされて 藤谷佐和子（1986年、クリスタル映像）
- 恋呪 篠宮とも子（1986年、KUKI）
- スペルマの妖精（1987年、ホップ）

### 書籍・写真集
- 篠宮とも子写真集(1987年マドンナメイト)
- ときめきざかり (1988年近映文庫)
- 季節外れの幻影 (1988年ピラミッドビデオ)

## テレビドラマ
- 金曜女のドラマスペシャル OL 三人旅 北海道露天風呂連続殺人 （1987年9月25日、フジテレビ）